# Dreadborne Drifters
Dreadborne Drifters je česká počítačová hra z roku 2019. Vytvořil ji Pavel Hůrka (vystupující jako Tryzna). Jedná se o 2D akční plošinovku s prvky RPG. Hra vyšla 28. října 2019.

## Hratelnost
Hráč se stává Drifterem - Inkvizitorem v postapokalyptickém světě. Hráč si na začátku vybere jednu ze tří postav a pohlaví své postavy. Na výběr je Enforcer, Dronemancer a Stalker, kdy každá z postav má jiné speciální schopnosti. Hráč si následně vybírá mise, plní úkoly a bojuje s nepřáteli. Misí je několik typů: Purge je o zabití určitého počtu nepřátel, Hack je o hackování počítačů a v Assasination jde o zabití nepřátelského velitele. Hráč postupně získává zkušenosti a lepší vybavení. Může si tak troufnout na těžší a delší mise, za něž je více zkušeností.

## Vývoj
Hra vyšla původně 31. května 2019 v Early accessu. Plná verze pak vyšla 28. října 2019. Ve vývoji strávila 1,5 roku.